# Ismet Horo
Ismet Horo (Sarajevo, 5.lipnja.1959.) je  bosanskohercegovački komičar koji najčešće objavljuje  audio-kasete i CD-ove sa šaljivim pričama, vicevima i pjesmama.

## Karijera
Objavio je preko 10 albuma i još uvijek je aktivan na sceni. Ovim poslom se profesionalno bavi od 1995.

## Diskografija
Pored audio-kaseta i CD-ova, Ismet Horo je objavio i dvije  VHS kasete i jedan DVD.
Također je objavio jedan album s dvojicom drugim komičarima, Osmanom Džihom i Džemalom Dragoljem,
te jedan samo s Osmanom Džihom.
- 1995 - Al' sam ispo seljak
- 1996 - Dav'diš tuge bez Juge
- 1997 - Bosna je bila i biće
- 1998 - Štaću, kad sam taki
- 1999 - Nove fore Ismeta Hore
- 2000 - Šuti i trpi
- 2001 - Naša je sreća u kanti smeća
- 2002 - Horo traži koku
- 2003 - Smijehom protiv bora uz Ismeta Hora
- 2004 - Stislo sa svih strana
- 2005 - Tjeraju me u Evropu, a ja najmam ni za klopu
- 2006 - Dobra vakta ko obraza nejma
- 2007 - Ovdje ni lokum nije rahat
- 2013 - Ne kradi da nebudeš konkurencija vladi
- 2014 - Ako glasate za nas

## Albumi koji su izašli iste godine
- 2000 - Jedan je Ismet Horo
- 2001 - Ja samo pjevam
- 2003 - Horo i Pajdo: Iz očiju nam kradu
- 2004 - Tri majstora smijeha
- 2006 - Uživo
- 2007 - Al' sam ispo seljak (izdanje 2007)

### VHSiDVD
- 2001 - Nove fore - Dvije žene, a ja sam
- 2002 - Tražim djevicu da odmorim ljevicu
- 2004 - Ja kokuz, Vehbija baksuz
- 2013 - Ne kradi

## Vanjske poveznice
- Službeni  Facebook Ismeta Hore
- Službeni YouTube Kanal